# Сонора (Калифорния)
Сонора (на английски: Sonora) е град и окръжен център на окръг Туолъми в щата Калифорния, САЩ. Сонора е с население от 4857 жители (по приблизителна оценка от 2017 г.) и има обща площ от 7,90 км² (3 мили²), изцяло суша. Градът е основан от мексикански миньори по време на Калифорнийската златна треска и е кръстен на Сонора в Мексико.